# حكومة شميدت الأولى
أدت حكومة شميدت الأولى بقيادة المستشار هلموت شميدت اليمين في 16 أيار 1974 وأرست مهامها في 14 كانون الأول 1976. كلفت بمزاولة العمل كحكومة تصريف أعمال حتى 16 كانون الأول 1974.

## وصلات خارجية
- مجلس الوزراء الألماني  (بالإنجليزية)
- الوزارات الاتحادية في ألمانيا (بالإنجليزية)